# رئيس جمهورية ياقوتيا
رئيس جمهورية ياقوتيا (سخا)(الروسية: Глава Республики Саха (Якутия))(بالياقوتية: Саха Өрөспγγбγлγкэтин Ил Дархана; Ил Дархан). مدة المنصب خمس سنوات.

## التاريخ
جرت أول انتخابات رئاسية في ياقوتيا في 20 ديسمبر 1991. ورثت ياقوتيا النظام الانتخابي السوفيتي الذي لا يوجد فيه نظام حقيقي متعدد الأحزاب. لم يكن هناك سوى مرشحين اثنين في الانتخابات. وفاز رئيس مجلس السوفيات الأعلى لياقوتيا ميخائيل نيكولاييف بـ 76.7٪ من الأصوات. أعيد انتخاب نيكولاييف في عام 1996 وخلفه نائبه السابق فياتشيسلاف شتيروف في يناير 2002. وبعد خمس سنوات، تمت الموافقة على تعيين شتيروف لولاية ثانية والذي اقترحه الرئيس فلاديمير بوتين. بعد استقالة شتيروف في مايو 2010 عين رئيس روسيا دميتري ميدفيديف رئيس وزراء المنطقة إيجور بوريسوف رئيسًا بالوكالة.

## قائمة الرؤساء
| #    | # | الصورة                      | الاسم (الميلاد–الوفاة)    | الانتخابات    | فترة الحكم                              | فترة الحكم    | الحزب                         | نائب الرئيس                   |
| ---- | - | --------------------------- | ------------------------- | ------------- | --------------------------------------- | ------------- | ----------------------------- | ----------------------------- |
|      | 1 |                             | ميخائيل نيكولايف (1937–)  | 1991          | 20 ديسمبر 1991                          | 21 يناير 2002 | مستقل                         | فياتشيسلاف شتيروف (1991–1997) |
| 1996 | 1 | سبارتاك بوريسوف (1997–2002) | ميخائيل نيكولايف (1937–)  |               | 20 ديسمبر 1991                          | 21 يناير 2002 | مستقل                         |                               |
|      | 2 |                             | فياتشيسلاف شتيروف (1953–) | 2002          | 27 يناير 2002                           | 31 مايو 2010  | مستقل                         | ألكسندر أكيموف (2002–2007)    |
|      | 2 | 2006                        | فياتشيسلاف شتيروف (1953–) | روسيا الموحدة | 27 يناير 2002                           | 31 مايو 2010  | يفغينيا ميخايلوفا (2007–2010) |                               |
|      | 3 |                             | إيجور بوريسوف (1954–)     | 2010          | 31 مايو 2010                            | 28 مايو 2018  | روسيا الموحدة                 | ديمتري جلوشكو (2010–2014)     |
| 2014 | 3 | ألغي المنصب                 | إيجور بوريسوف (1954–)     |               | 31 مايو 2010                            | 28 مايو 2018  | روسيا الموحدة                 |                               |
|      | 4 |                             | أيسن نيكولايف (1972–)     | 2018          | 28 مايو 2018 (بالوكالة)، 27 سبتمبر 2018 | في المنصب     | روسيا الموحدة                 |                               |

## الانتخابات الأخيرة
أجريت آخر انتخابات للمنصب في 9 سبتمبر 2018.
| المرشح            | الحزب | الحزب           | الأصوات | %     | الخريطة |
| ----------------- | ----- | --------------- | ------- | ----- | ------- |
| أيسن نيكولايف     |       | روسيا الموحدة   | 229,314 | 71.4  |         |
| فيكتور جوباريف    |       | الحزب الشيوعي   | 38,648  | 12.03 |         |
| فلاديمير بوجدانوف |       | روسيا العادلة   | 21,139  | 6.58  |         |
| جافريل باراخين    |       | الحزب الليبرالي | 19,962  | 6.22  |         |

## روابط خارجية
- glava.sakha.gov.ru – official web portal of the Head of the Sakha Republic نسخة محفوظة 22 مارس 2019 على موقع واي باك مشين. (بالروسية)